# Tsuvan
Le tsuvan (ou matsuvan, motsuvan, tchede, telaki, teleki, terki) est une langue tchadique du groupe biu-mandara, parlée dans l'Extrême-Nord du Cameroun, dans le département du Mayo-Tsanaga, au sud de l'arrondissement de Bourrha, au nord-est de Dourbeye, particulièrement dans le village de Tchevi, également dans la Région du Nord dans le département du Mayo-Louti.
En 2000 on dénombrait environ 2 300 locuteurs.